# طوطی سفید تانیمبار
طوطی سفید تانیمبار یا نوک‌روشن تانیمبار (نام علمی: Cacatua goffiniana) نام یک گونه از سرده طوطی‌کاکلی‌های سفید است.